# Diskografie Toma Waitse
Toto je diskografie amerického hudebníka Toma Waitse.

## Studiová alba
| Rok  | Album | Pozice | Pozice | Pozice | Pozice | Pozice | Pozice | Pozice | Pozice | Pozice | Pozice | Prodej                                 | Ocenění                    |
| Rok  | Album | US     | AUS    | AUT    | FRA    | GER    | IRL    | NLD    | NOR    | SWE    | UK     | Prodej                                 | Ocenění                    |
| ---- | --- | ------ | ------ | ------ | ------ | ------ | ------ | ------ | ------ | ------ | ------ | -------------------------------------- | -------------------------- |
| 1973 | Closing Time - Vydáno: březen 1973 - Vydavatelství: Asylum - Formát: LP, CD                                   | —      | —      | —      | —      | —      | 29     | —      | —      | —      | —      | - UK: 100 000+                         | - UK: Zlato                |
| 1974 | The Heart of Saturday Night - Vydáno: říjen 1974 - Vydavatelství: Asylum - Formát: LP, CD                     | —      | —      | —      | —      | —      | —      | —      | —      | —      | —      | - UK: 100 000+                         | - UK: Zlato                |
| 1976 | Small Change - Vydáno: září 1976 - Vydavatelství: Asylum - Formát: LP, CD                                     | 89     | —      | —      | —      | —      | —      | —      | —      | —      | —      | - AUS: 35 000+ - UK: 60 000+           | - AUS: Zlato - UK: Stříbro |
| 1977 | Foreign Affairs - Vydáno: září 1977 - Vydavatelství: Asylum - Formát: LP, CS, CD                              | 113    | —      | —      | —      | —      | —      | —      | —      | —      | —      |                                        |                            |
| 1978 | Blue Valentine - Vydáno: září 1978 - Vydavatelství: Asylum - Formát: LP, CS, CD                               | 181    | —      | —      | —      | —      | —      | —      | —      | —      | —      | - UK: 100 000+                         | - UK: Zlato                |
| 1980 | Heartattack and Vine - Vydáno: září 1980 - Vydavatelství: Asylum - Formát: LP, CS, CD                         | 96     | —      | —      | —      | —      | 81     | —      | —      | —      | —      |                                        |                            |
| 1983 | Swordfishtrombones - Vydáno: září 1983 - Vydavatelství: Island - Formát: LP, CS, CD                           | 167    | —      | —      | —      | —      | —      | 48     | 18     | —      | 62     |                                        |                            |
| 1985 | Rain Dogs - Vydáno: 30. září 1985 - Vydavatelství: Island - Formát: LP, CS, CD                                | 188    | —      | 26     | —      | —      | —      | 23     | 12     | 5      | 29     | - CAN: 50 000+                         | - CAN: Zlato               |
| 1987 | Franks Wild Years - Vydáno: 17. srpna 1987 - Vydavatelství: Island - Formát: LP, CS, CD                       | 115    | —      | 24     | —      | 49     | —      | 21     | 13     | 17     | 20     | - CAN: 50 000+                         | - CAN: Zlato               |
| 1992 | Bone Machine - Vydáno: 8. září 1992 - Vydavatelství: Island - Formát: CD, LP, CS                              | 176    | 41     | 22     | —      | 42     | —      | 31     | 15     | 38     | 26     |                                        |                            |
| 1993 | The Black Rider - Vydáno: 2. listopadu 1993 - Vydavatelství: Island - Formát: CD, LP                          | 130    | —      | —      | —      | —      | —      | 68     | —      | —      | 47     |                                        |                            |
| 1999 | Mule Variations - Vydáno: 16. dubna 1999 - Vydavatelství: ANTI- (86547) - Formát: CD, 2LP, CS, MD             | 30     | 13     | 7      | 22     | 4      | —      | 12     | 1      | 7      | 9      | - CAN: 50 000+ - Celosvětově: 500 000+ | - CAN: Zlato               |
| 2002 | Blood Money - Vydáno: 4. května 2002 - Vydavatelství: ANTI- - Formát: CD, LP                                  | 32     | 25     | 5      | 36     | 9      | 4      | 21     | 4      | 12     | 21     |                                        |                            |
| 2002 | Alice - Vydáno: 4. května 2002 - Vydavatelství: ANTI- - Formáty: CD, LP                                       | 33     | 26     | 3      | 27     | 10     | 5      | 16     | 3      | 13     | 20     |                                        |                            |
| 2004 | Real Gone - Vydáno: 3. října 2004 - Vydavatelství: ANTI- - Formáty: CD, 2xLP                                  | 28     | 27     | 11     | 39     | 19     | 9      | 10     | 2      | 9      | 16     | - US: 202,000+                         |                            |
| 2011 | Bad as Me - Vydáno: 21. října 2011 - Vydavatelství: ANTI- (87151) - Formáty: CD, LP, 2xCD, digitální download | 6      | 11     | 5      | 28     | 7      | 5      | 3      | 1      | 4      | 10     | - US: 156,000+                         |                            |

## Soundtracky
| Rok  | Album                                                                                           |
| ---- | ----------------------------------------------------------------------------------------------- |
| 1982 | One from the Heart (s Crystal Gayle) - Vydáno: únor 1982 - Vydavatelství: CBS - Formáty: LP, CD |
| 1992 | Night on Earth - Vydáno: 7. dubna 1992 - Vydavatelství: Island - Formáty: CD, LP                |

## Koncertní alba
| Rok  | Album | Pozice | Pozice | Pozice | Pozice | Pozice | Pozice | Pozice | Pozice | Pozice | Prodej        | Ocenění       |
| Rok  | Album | US     | AUT    | FRA    | GER    | IRL    | NLD    | NOR    | SWE    | UK     | Prodej        | Ocenění       |
| ---- | --- | ------ | ------ | ------ | ------ | ------ | ------ | ------ | ------ | ------ | ------------- | ------------- |
| 1975 | Nighthawks at the Diner - Vydáno: říjen 1975 - Vydavatelství: Asylum - Formáty: 2xLP, CS, CD                        | 164    | —      | —      | —      | —      | —      | —      | —      | —      | - UK: 60 000+ | - UK: Stříbro |
| 1988 | Big Time - Vydáno: září 1988 - Vydavatelství: Island - Formáty: LP, CD, CS                                          | 152    | —      | —      | —      | —      | —      | —      | 36     | 84     |               |               |
| 2009 | Glitter and Doom Live - Vydáno: 23. listopadu 2009 - Vydavatelství: ANTI- - Formáty: 2xCD, 2xLP, digitální download | 63     | 30     | 91     | 61     | 44     | 36     | 5      | 46     | 76     |               |               |

## Kompilace
| Rok  | Album                                                                                              | Pozice | Pozice | Pozice | Pozice |
| Rok  | Album                                                                                              | AUT    | NOR    | NZD    | UK     |
| ---- | -------------------------------------------------------------------------------------------------- | ------ | ------ | ------ | ------ |
| 1981 | Bounced Checks - Vydáno: 1981 - Vydavatelství: Asylum - Formáty: LP, CS                            | —      | —      | 24     | —      |
| 1984 | Anthology of Tom Waits - Vydáno: 1984 - Vydavatelství: Asylum - Formáty: LP, CS                    | —      | —      | —      | —      |
| 1986 | Asylum Years - Vydáno: 1986 - Vydavatelství: Asylum - Formáty: LP, CD                              | —      | 40     | —      | —      |
| 1991 | The Early Years, Volume One - Vydáno: 16. července 1991 - Vydavatelství: Bizarre - Formáty: CD, LP | —      | —      | —      | —      |
| 1993 | The Early Years, Volume Two - Vydáno: únor 1993 - Vydavatelství: Bizarre - Formáty: CD, LP         | —      | —      | —      | —      |
| 1998 | Beautiful Maladies – The Island Years - Vydáno: červen 1998 - Vydavatelství: Island - Formát: CD   | —      | 18     | —      | 63     |
| 2001 | Used Songs 1973–1980 - Vydáno: 16. října 2001 - Vydavatelství: Rhino - Formát: CD                  | 63     | 18     | —      | —      |

## Box sety
| Rok  | Album | Pozice | Pozice | Pozice | Pozice | Pozice | Pozice | Pozice | Pozice | Pozice | Sales          | Ocenění                  |
| Rok  | Album | US     | AUT    | FRA    | GER    | IRL    | NLD    | NOR    | SWE    | UK     | Sales          | Ocenění                  |
| ---- | --- | ------ | ------ | ------ | ------ | ------ | ------ | ------ | ------ | ------ | -------------- | ------------------------ |
| 2006 | Orphans: Brawlers, Bawlers & Bastards - Vydáno: 20. listopadu 2006 - Vydavatelství: ANTI- - Formáty: 3xCD, 7xLP, digitální download | 74     | 15     | 46     | 26     | 25     | 5      | 4      | 6      | 49     | - US: 500 000+ | - CAN: Zlato - US: Zlato |